# Скај Јуроп
Скај Јуроп (SkyEurope) је словачка нискотарифна авио-компанија. Њена база је на аеродрому Штефаник у Братислави, главном граду Словачке. 2001. је основана, а редовни летови су почели 13. фебруара 2002. У кратком временском периоду Скај Јуроп је постао највећи нискотарифни авио-превозник у централној Европи.
Поред аеродрома у Братислави Скај Јуроп користи аеродроме у Будимпешти, Кракову, Кошицама и Прагу као своје главне чворове. Поред тих градова лети се за 32 одредишта у Европи са 73 линија. Због близине Братиславе (50km) и Беча компанија има своју аутобуску службу, која превози путнике из Беча до Братиславе на аеродром. Сличан аутобуски саобраћај постоји између Будимпеште и Дебрецена, као из Кракова за Катовице.
Поред тога се лети за више од двадесет одредишта око Средоземног мора, који се претежно служе чартерским летовима током летње сезоне.

## Пословни подаци
Финансирање се врши преко Европске банке за регионални развој, АБН АМРО Банке и Европске уније. 27. септембра 2005. Деоничко друштво Скај Јуроп холдинг је наступило на берзама у Бечу и Варшави. Тиме је Скај Јуроп једина европска авио-компанија чијим акцијама се тргује на берзи у Варшави. У јуну 2006. је на састанку акционара одлучено да се капитал компаније повећа издавањем 20 милиона нових деоница, али та одлука због лошег курса на берзи није спроведена.
Крајем августа 2006. је представљен нови план финансирања: инвестор Јорк глобал фајненс II (York Global Finance II) учествоваће са 38,8 милиона евра делимично преко деоница и других вредносних папира. Додатно ће бити издато 10 милиона деоница по номиналној вредности од 1,75 евра. Тај нацрт је потврђен од стране деоничара у септембру 2006.

## Флота летјелица
При самом почетку Скај Јуроп је има само један авион типа Ембраер ЕМБ 120 који је летео на релацији Братислава-Кошице унутар Словачке. Постепено су флоти додате још три летјелице истог типа. Од јула 2003. у службу је примљено седам Боинга 737-500.
У мају 2005. компанија је наручила до 32 нова Боинга 737-700. За разлику од претходних летјелица које су у служби биле под лизингом, најмање 16 новонаручених летјелица типа „НГ“ (нове/следеће генерације, енг. next generation) ће прећи у власништво компаније. Са већ испорученом првом новом летјелицом компанија је обновила логотип, боје летјелица, као и униформе кабинског особља.
Ембраер авиони су враћени лизинг компанији почетком 2006, а посаде су прешколоване на модел Боинг 737. После испоруке петог Боинга 737-700 компанија је престала да узима у службу авионе типа Боинг 737-500.
Сервисирање авиона Боинг 737 се врши код КЛМ инжењеринг и одржавање (KLM Engineering & Maintenance). Ситне инспекције се врше у Будимпешти и Братислави, где компанија има своје складиште делова.
Актуелна флота (јануар 2009):
- 4 Боинга 737-700[3]

## Одредишта
Амстердам, 
Атина, 
Барселона, 
Беч (путем аутобуског превоза из Братиславе), 
Болоња, 
Братислава, 
Брисел, 
Букурешт, 
Бургас, 
Варна,
Венеција, 
Дубровник, 
Задар, 
Копенхаген, 
Кошице, 
Лондон-Станстед, 
Манчестер, 
Милано–Бергамо, 
Напуљ, 
Париз-Орли, 
Попрад, 
Праг, 
Рим–Фиумичино, 
Салцбург, 
Софија, 
Сплит, 
Торино.

## Награде
У 2005. години:
- Авио-компанија године у Аустрији
- Предузеће године у Мађарској
- Најбоља тржишна марка у Мађарској